# بورنیت
بورنیت (به انگلیسی: Bornite) با فرمول شیمیایی Cu5FeS4 از مجموعه کانی هاست و کانی‌های شبیه آن کوولین - ژرمانیت - امانژیت - پیروتیت - رنیئریت - نیکلین - که از نظر سختی، وزن مخصوص با هم فرق داشته و توسط اشعه X و واکنش‌های شیمیائی تشخیص داده می‌شوند. از اسم یک کانی‌شناس اتریشی VonBorn مشتق شده‌است. حل شونده در HNO3 Cu:48.42% As:19.02% S:۳۲٫۵۶٪ همراه با Fe,Sb,Zn برای اولین بار در روسیه کشف شد و از نظر شکل بلور: هگزائدر- به ندرت دودکائدر - ماکله، رنگ: برنزی - قرمز، شفافیت: کدر (اپاک)، جلا: نیمه فلزی - فلزی، رخ: ناکامل - در سطح، سیستم تبلور: مکعبی و در رده‌بندی سولفور است و منشأ تشکیل آن هیدروترمال - پنوماتولیتی - ماگمایی - ثانوی است.
همایند کانی‌شناسی (پارانژ) آن کوولین - ژرمانیت - امانژیت - پیروتیت- رنیئریت - نیکلین- کوولین- کالکوزین- کالکوپیریت است. از نظر ژیزمان به ندرت بلوری - اگرگات دانه‌ای - توده‌ای فراوان است و بیشتر در آلمان، بریتانیای کبیر، آمریکا و روسیه یافت می‌شود.